# Europa Plus
Europa Plus was een centrumlinkse alliantie van politieke partijen en andere organisaties, die van 22 februari 2013 tot 29 mei 2014 in Polen heeft bestaan.
De alliantie kwam tot stand op initiatief van Europarlementariër Marek Siwiec, die in december 2012 de Alliantie van Democratisch Links (SLD) had verlaten, en Janusz Palikot, de leider van de Palikot-Beweging, op dat moment de grootste niet-rechtse partij in het Poolse parlement. De Poolse politiek werd op dat moment al jaren gedomineerd door twee rechtse partijen, het Burgerplatform en Recht en Rechtvaardigheid (PiS), terwijl er onder de linkse partijen sprake was van een hoge mate van versplintering. Europa Plus was bedoeld om een nieuwe centrumlinkse beweging op te bouwen die links weer op de kaart zou kunnen zetten en kans op succes zou hebben bij de komende Europese verkiezingen. Leider van Europa Plus werd oud-president Aleksander Kwaśniewski.
Deelnemers aan de alliantie Europa Plus waren:
- Palikot-Beweging
- Sociaaldemocratie van Polen (SDPL)
- Rede van Pools Links (Racja PL)
- Unie van Links (UL)
- Democratische Partij (SD)
- Democratische Partij - demokraci.pl (PD)
- Poolse Partij van de Arbeid - Augustus 80 (PPP)
- de vereniging Dom Wszystkich Polska ("Polen, een thuis voor iedereen") van Ryszard Kalisz
- de vereniging Ruch Społeczny Europa Plus ("Maatschappelijke Beweging Europa Plus") van Marek Siwiec

De SLD weigerde van stond af aan samen te werken met de alliantie en zette Ryszard Kalisz, parlementariër, oud-minister van Binnenlandse Zaken en een van de meest prominente SLD-leden, daarom zelfs uit de partij. De sociaaldemocratische Unie van de Arbeid (UP), die aanvankelijk ook aan de totstandkoming van Europa Plus had meegewerkt, besloot uiteindelijk in juni 2013 niet mee te doen en de samenwerking met de SLD voort te zetten.
Op 6 oktober 2013 kwam Twój Ruch ("Jouw Beweging") tot stand na een fusie van de Palikot-Beweging en Racja PL. Tot de nieuwe partij traden ook leden van de stichting RS Europa Plus, de PPP en de SDLP toe. In februari 2014 verlieten de SDLP en de UL Europa Plus uit ontevredenheid over het naar hun mening autoritaire optreden van Palikot. Ook de betrekkingen met de PPP werden losser.
Uiteindelijk werd Europa Plus een mislukking. Bij de Europese Parlementsverkiezingen van 25 mei 2014 behaalde de alliantie 3,58 % van de stemmen en kwam daarmee niet over de kiesdrempel. Een dag later hield Europa Plus op te bestaan. In de maanden daarna viel ook de fractie van Twój Ruch aan een geleidelijke leegloop ten prooi.

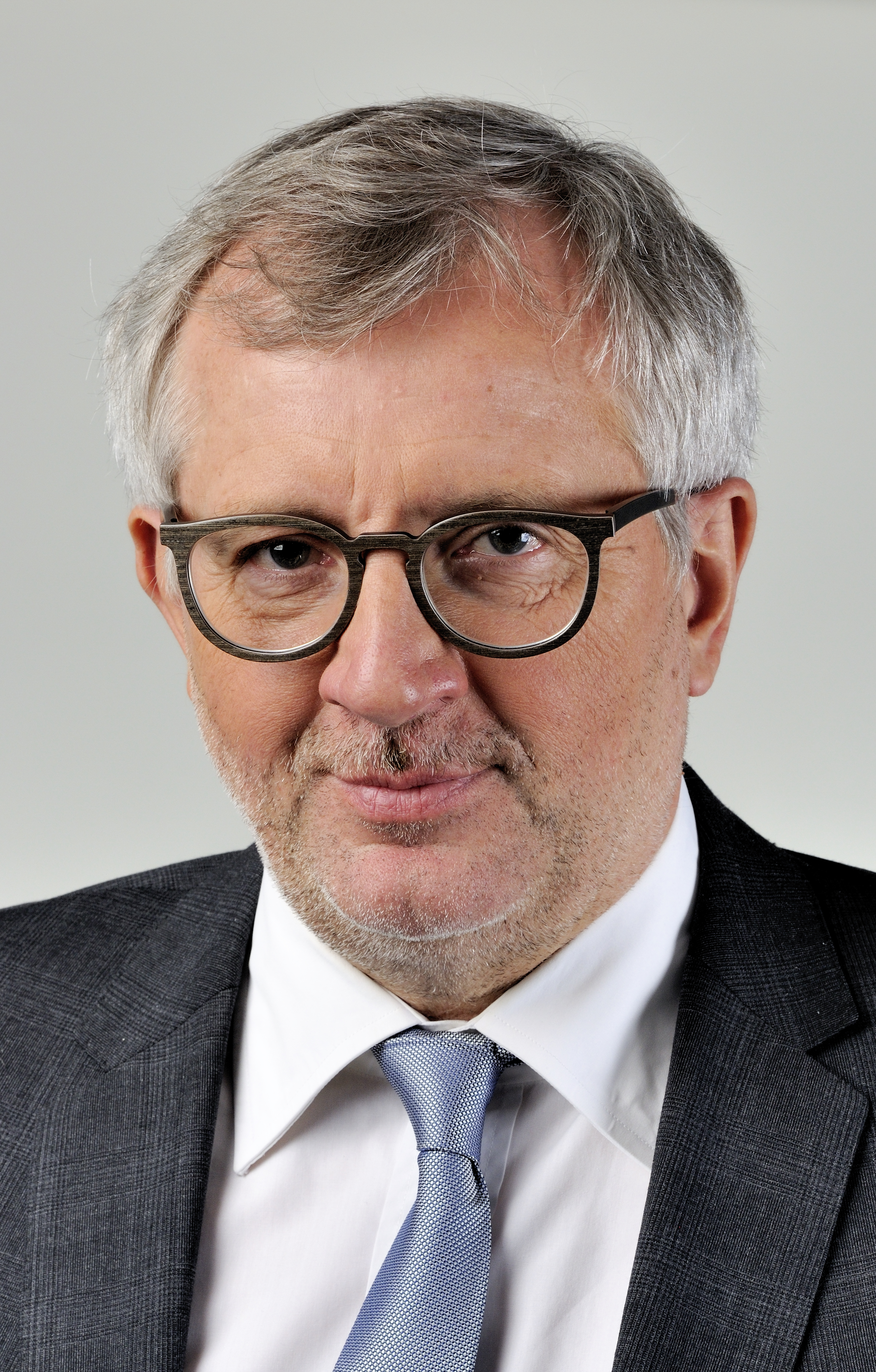
Marek Siwiec
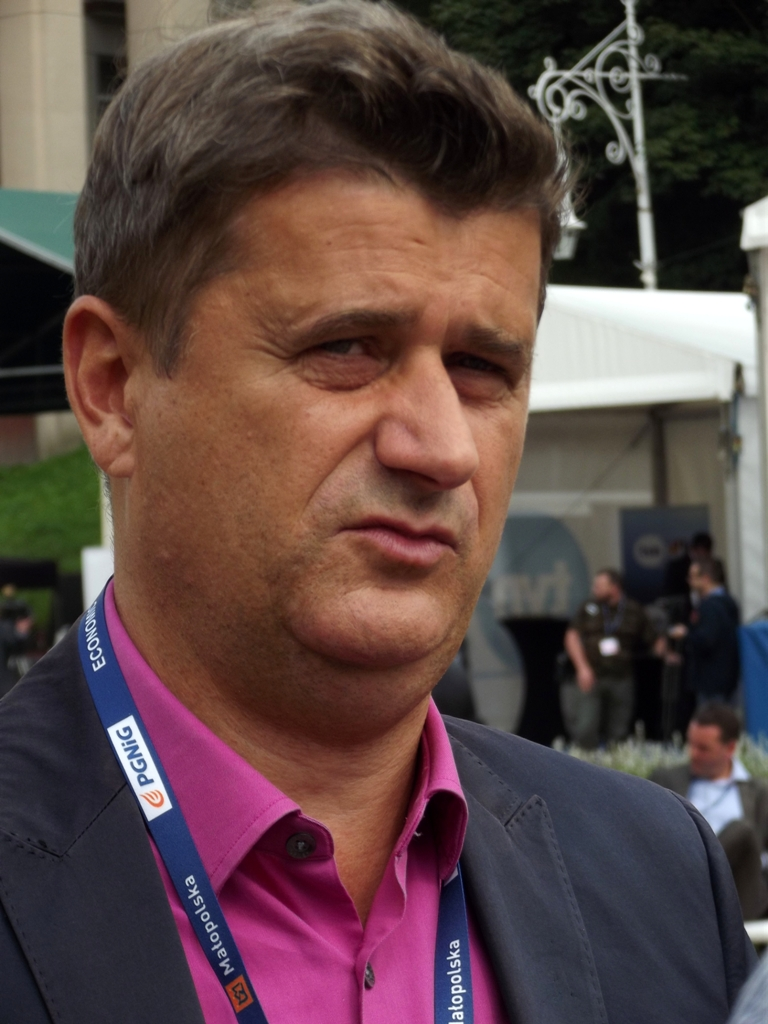
Janusz Palikot
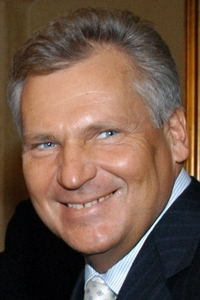
Aleksander Kwaśniewski
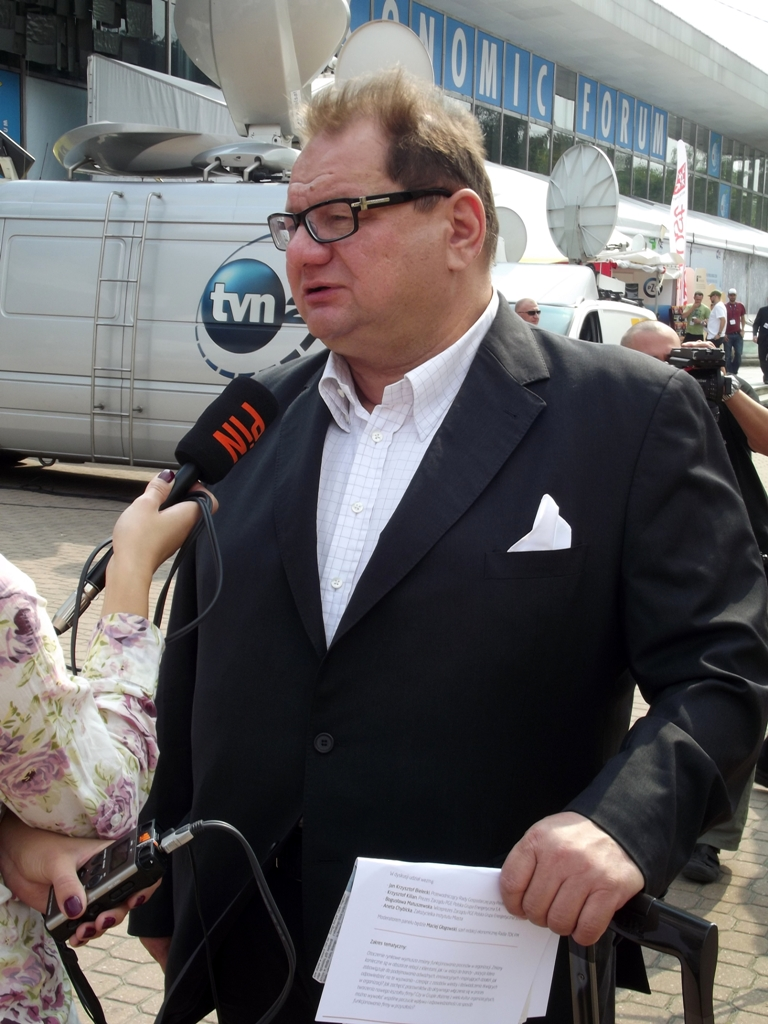
Ryszard Kalisz